# 迈克尔·达米特
迈克尔·达米特（英语：Michael Anthony Eardley Dummett，1925年6月27日—2011年12月27日）英国哲学家，英国国家学术院院士，被描述为“上世纪最重要的英国哲学家之一，也是种族容忍和平等的主要活动家。”
直到1992年，他一直是牛津大学威克姆逻辑学教授。 他撰写了关于分析哲学的历史，特别是弗雷格的翻译，并在数学，逻辑，语言和形而上学的哲学中做出了原创性的贡献。 
他因其关于真理和意义的工作以及他们对现实主义和反现实主义之间辩论的影响而闻名，这是他帮助普及的一个术语。在数学逻辑中，他开发了一种中间逻辑，已经由库尔特·哥德尔研究过：哥德尔 - 达默特逻辑。

## 经历
迈克尔·达米特是丝绸商人的儿子。 他曾就读于桑德罗伊德（Sandroyd）学院，在温切斯特公学获得奖学金，后来于1943年获得牛津大学基督堂学院历史专业奖学金。
二战爆发后他被召集起来，最初担任皇家炮兵的学员，然后加入印度和马来亚的情报部队。 他还获得了牛津大学万灵学院的奖学金。
1979年，达米特成为牛津大学的威克姆教授（Wykeham Professor）直到1992年退休。在他担任威克姆教授期间，他获得了牛津新学院的奖学金。 他还曾在伯明翰大学，加州大学伯克利分校，斯坦福大学，普林斯顿大学和哈佛大学任教。 他于1995年获得肖克奖，并于1999年获得爵士学位。他是2010年杰出分析哲学全能奖的劳伦奖得主。

## 著作
- 《弗雷格的语言哲学》
- 《弗雷格哲学的解释》
- 《形而上学的逻辑基础》
- 《数学的逻辑基础》
- 《分析哲学的起源》

## 相关文献
http://kns.cnki.net/KCMS/detail/detail.aspx?dbcode=CDFD&dbname=CDFD0911&filename=2010062178.nh&v=MjU1NjVyTytITkRMcDVFYlBJUjhlWDFMdXhZUzdEaDFUM3FUcldNMUZyQ1VSTE9mWmVadUZ5L2hVNzdQVjEyNkg= （页面存档备份，存于）